# Secret Base ~Kimi ga Kureta Mono~
Singles de ZONE
Dai Bakuhatsu No.1
(2001) Sekai No Hon No Katasumi Kara
(2001)
Secret Base ~Kimi ga Kureta Mono~ est le 3e single major du groupe ZONE sous le label Sony Music Records et le 4e en tout, sorti le 8 août 2001 au Japon. Il arrive 2e à l'Oricon et reste classé 30 semaines pour un total de 744 000 exemplaires vendus dans cette période. C'est le single le plus vendu du groupe.
En 2008, Secret Base ~Kimi ga Kureta Mono~ est reprise par le groupe Friends sur le single Nisemono / secret base ~Kimi ga Kureta Mono~ et en 2009 elle est reprise par Mana Kana sur l'album Futari no Uta. Secret Base ~Kimi ga Kureta Mono~ se trouve sur l'album Z, sur la compilation E ~Complete A side Singles~ et sur l'album en hommage au groupe ZONE Tribute ~Kimi ga Kureta Mono~.

## Liste des titres
| 1. | Secret Base ~Kimi ga Kureta Mono~ (secret base～君がくれたもの～)                  | Machida Norihiko | Machida Norihiko | 4:56 |
| 2. | Shin Boku wa Magma (新・僕はマグマ)                                                | ZONE             | 森香             | 3:27 |
| 3. | Secret Base ~Kimi ga Kureta Mono~ (Backing Tracks) (secret base～君がくれたもの～) | Machida Norihiko | Machida Norihiko | 4:56 |
| 4. | Shin Boku wa Magma (Backing Tracks) (新・僕はマグマ)                               | ZONE             | 森香             | 3:24 |